# 미시오 데이
미시오 데이(Missio Dei)란 '하나님의 선교' 혹은 '하나님의 보내심'으로 번역된다. 라틴어로 표현된 개신교의 신학 용어이다. 신학적 경향에 따라서 긍정적으로 보는 진보주의적 관점과 부정적으로 보는 보수적 복음주의적 견해로 나뉜다.

## 설명
미시오 데이라는 용어와 개념은 20세기 후반부터 본격적으로 사용되었고 선교학의 중요한 개념이 되었다. 특별히 데이비드 보쉬, 레슬리 뉴비긴, 다렐 구더, 알랜 록스버러, 데이비드 던바, 스티브 테일러, 알랜 히쉬, 드와이트 스미스, 마틴 로빈슨, 윌리엄 스토래, 팀 켈러, 그리고 이드 스테쩌와 같은 신학자들에 의해서 사용되었다. 이 개념의 배경에 대하여 배본철 교수에 따르면 암스테르담 총회 이후 WCC의 선교론은 복음주의 선교관에서 지나쳐 이른바 ‘하나님의 선교’(Missio Dei)의 신학을 형성하게 되었다고 한다. 이 신학이 등장하게 된 배경은 다음과 같다.
- 제 2차 세계대전 후 독일이 전 세계 모든 선교지에서 철수하게 되자 전통적인 선교가 어려워지게 되었고, 더욱 1949년 중국의 공산화는 세계 최대의 선교지를 상실케 했다. 그러자 해외선교 외에 새로운 현장(現場) 선교의 개념이 호소력을 갖게 되었다.
- WCC와 IMC의 선교학자들이 점차 보편구원설(Universalism)의 경향성을 보이게 되었기 때문에, ‘오직 예수 이름으로만’ 구원 받을 수 있다는 복음의 핵심이 깨어지게 되었다.
- IMC 지도자들은 전 세계 모든 곳에 교회가 이미 충분히 세워졌다고 생각했기 때문에 해외 선교의 필요성이 줄어들게 되었다.
- 서구 기독교가 비기독교 세계에 대해 식민주의와 양차(兩次) 대전에 대해 갖는 죄책감 때문에 좀 더 적극적인 선교를 주저하였다.

이 사상은 과거와 같은 공간적 및 양적 교세 확장적인 선교사상을 거부하고, 개인의 개종과 구령(救靈)만을 최고로 삼는 전도나 신조를 피하고, 혹은 개교회 중심과 개교파 중심의 선교사상과 운동을 지양해야 한다는 취지 아래, 교회의 선교가 하나님의 선교로 대치되어야 함을 주장하였다.

## 신학적 특징
‘하나님의 선교’에서는 선교란 근본적으로 교회의 행위가 아니라 하나님의 성품이라고 본다. “세상 속에서 구원의 선교를 성취하는 것은 교회가 아니다. 그것은 성부를 통해 역사하는 성자와 성령의 교회를 포함하는 선교이다.” 그러므로 선교란 세상을 향한 하나님으로부터의 운동이라는 것이다. 교회는 선교를 향한 하나의 도구라고 여겨진다. 다시 말하면 선교가 있기에 교회가 존재하는 것이다. 하나님은 사랑을 샘솟게 하는 분이기에, 선교에 참여한다는 것은 곧 인간을 향한 하느님의 사랑 운동에 참여하는 것을 말한다.따라서 교회의 선교는 곧 하나님의 선교이며, 교회는 그 소명과 본질상 선교적이다. 

## 평가

### 긍정적인 평가
진보적 신학자들은 미시오 데이 개념을 중요하게 강조한다. 약자에 대한 배려와 사회정의와 분배를 선교적 차원에서 다룬다는 점을 높게 평가한다. 조오지 W. 피터스(George W. Peters)는 미시오 데이는 성부, 성자, 성령께 영광되는 것으로 주장한다. 채수일 박사에 따르면 선교를 ‘영혼구원’이라고 말하는 복음주의적 입장과 ‘사회구제’를 말하는 자유주의적 입장이 1970년대 이후 서로 수렴되고 있음을 강조한다. 

### 부정적인 평가
주로 복음주의 신학의 진영에서는 미시오 데이를 부정적으로 평가한다.결국 ‘교회는 선교’라는 말이 되는데, 이것은 일반적으로 복음주의에서 말하는 교회의 선교적 과제 또는 선교적 책임이라는 내용과는 전혀 다른 것이다. 이러한 내용의 ‘하나님의 선교’는 오늘날 세계교회에 큰 영향을 준 것이 사실이며, 이 신학은 이른바 행동신학(doing theology)의 기초를 제공하였다. 이러한 입장은 ‘하나님-교회-세계’라는 전통적인 질서를 ‘하나님-세계-교회’로 바꾸어 놓는 것으로서 결국에는 보편구원설과 상황화신학의 전제가 되기 마련이다.  전호진 박사는 미시오 데이 개념에서 가장 아쉬운 것은 복음주의 적 내용의 상실을 비판한다. 

## 참고 문헌
- Aagaard, Anna Marie. “Missio Dei in katholischer Sicht.” Evangelische Theologie 34 (1974): 420-33.
- Aagaard, Anna Marie. “Missiones Dei: A Contribution to the Discussion on the Concept of Mission.” In The Gospel and the Ambiguity of the Church, edited by Vilmos Vajta, 68-91. Philadelphia, PA: Fortress, 1974.
- Crum, Winston F. “Missio Dei and the Church: An Anglican Perspective.” St Vladimir’s Theological Quarterly 17, no. 4 (1973): 285-89.
- Daugherty, Kevin. “Missio Dei: The Trinity and Christian Missions.” Evangelical Review of Theology 31, no. 2 (2007): 151-68.
- Flett, John G. “Missio Dei: A Trinitarian Envisioning of a Non-Trinitarian Theme.” Missiology 37, no. 1 (2009): 5-18.
- Flett, John G. The Witness of God: the Trinity, Missio Dei, Karl Barth and the Nature of Christian Community. Grand Rapids, MI: Eerdmans, 2010.
- Günther, Wolfgang. “Gott selbst treibt Mission: Das Modell der ‘Missio Dei’.” In Plädoyer für Mission: Beiträge zum Verständnis von Mission heute, edited by Klaus Schäfer, 56-63. Hamburg: Evangelische Missionswerk in Deutschland, 1998.
- Jost, Peter Samuel. “Karl Hartenstein und die missio Dei.” Interkulturelle Theologie 36, no. 3-4 (2010): 305-25.
- Matthey, Jacques. “Reconciliation, Missio Dei and the Church’s Mission.” In Mission – Violence and Reconciliation: Papers Read at the Biennial Conference of the British and Irish Association for Mission Studies at the University of Edinburgh, June 2003, edited by Howard Mellor, and Timothy Yates, 113-37. Sheffield: Cliff College Publishing, 2004.
- Matthey, Jacques. “Serving God’s Mission Together in Christ’s Way: Reflections on the Way to Edinburgh 2010.” International Review of Mission 99, no. 1 (2010): 21-38.
- Meiring, Arno. “Rethinking Missio Dei : a conversation with postmodern and African Theologies.” Verbum et Ecclesia 1, no. 3 (2008): 791-818.
- Meyers, Ruth A. “Missional Church, Missional Liturgy.” Theology Today 67, no. 1 (2010): 36-50.
- Poitras, Edward W. “St Augustine and the Missio Dei: A Reflection on Mission at the Close of the Twentieth Century.” Mission Studies 16, no. 2 (1999): 28-46.
- Richebächer, Wilhelm. “Missio Dei: The Basis of Mission Theology or a Wrong Path?” International Review of Mission 92, no. 4 (2003): 588-605.
- Robertson, Lindsay G. “Missio Dei: Karl Barth and the mission of the church.” Hill Road 9, no. 2 (2006): 3-19.
- Rosin, H. H. ‘Missio Dei’: An Examination of the Origin, Contents and Function of the Term in Protestant Missiological Discussion. Leiden: Interuniversity Institute for Missiological and Ecumenical Research, Department of Missiology, 1972.
- Scherer, James A. “Church, Kingdom and Missio Dei: Lutheran and Orthodox Corrections to Recent Ecumenical Mission Theology.” In The Good News of the Kingdom: Mission Theology for the Third Millennium, edited by Charles van Engen, Dean S. Gilliland, Paul Everett Pierson, and Arthur F. Glasser, 82-88. Maryknoll, NY: Orbis, 1993.
- Schulz, Klaus Detlev. “Tension in the Pneumatology of the Missio Dei Concept.” Concordia Theological Journal 23, no. 2 (1997): 99-107.
- Suess, Paulo. “Missio Dei and the Project of Jesus: The Poor and the ‘Other’ as Mediators of the Kingdom of God and Protagonists of the Churches.” International Review of Mission 92, no. 4 (2003): 550-59.
- Sundermeier, Theo. “Missio Dei Today: On the Identity of Christian Mission.” International Review of Mission 92, no. 4 (2003): 579-87.
- Verkuyl, Johannes. “The Kingdom of God as the Goal of the Missio Dei.” International Review of Mission 68 (1979): 168-75.
- Vicedom, Georg F. Missio Dei: Einführung in eine Theologie der Mission. München: Chr. Kaiser Verlag, 1958.
- Walton, Roger. “Have we got the Missio dei right?” Epworth Review 35, no. 3 (2008): 39-51.
- Wickeri, Philip L. “Mission from the Margins: The Missio Dei in the Crisis of World Christianity.” International Review of Mission 93, no. 2 (2004): 182-98.